# Cataspilates pseudaluma
Cataspilates pseudaluma là một loài bướm đêm trong họ Geometridae.